# Фред Фроберг
Фред Фроберг (* 27 жовтня 1925, Галле — † 1 червня 2000, Лейпциг) — східнонімецький попспівак.
Фроберг мав музичну освіту. Через свої хіти він був дуже популярним в НДР і охопив широку аудиторію своїм ансамблем Фреда Фроберга. Фроберг також виступав у різних програмах DFF, таких як Da lacht der Bär і Ein Kessel Buntes, а також зіграв кілька невеликих ролей у музичних фільмах DEFA.

## Біографія
Фроберг став співаком в Стадтсінгехорі Галле в 1937 році. Бувши 19-річним солдатом у Другій світовій війні, він втратив одну ногу.
З 1946 по 1947 рік навчався співу та гітарі в Тюрингійській державній консерваторії в Ерфурті.
Вигравши конкурс співу у рідному місті, Фроберг отримав у 1948 році постійний контракт з оркестром радіо Лейпцига під керівництвом Курта Генкельса, де провів десять років. З цим оркестром Фроберг записав свою першу звукозаписну платівку Prelude d'amour (Бруно Дросте) у 1949 році, яку опублікував Аміга.
З 1961 по 1963 рік він брав участь у міжнародних хіт-фестивалях і виграв Міжнародний фестиваль хітів країн Балтійського моря в Ростоку в 1962 році з піснею Am Kai wartest du.
Заснувавши Ансамбль 67 (його ще називають Ансамблем Фреда Фроберга), він перервав свою сольну кар'єру з 1967 року на десять років, але відновив її у 1980-х та 1990-х роках.
У червні 2000 року Фред помер після важкої хвороби.

## Дискографія
- 1965: LP Das ist Fred — Ein Fred-Frohberg-Porträt (Amiga)
- 1968: LP Fred-Frohberg und das Ensemble 67 (Amiga Stereo 850150)
- 1969: LP Wir sagen's musikalisch — Fred Frohberg und das Ensemble 67 (Amiga Stereo 855194)
- 1984: LP Das Porträt — Fred Frohberg (Amiga Stereo 856091)
- 1986: LP Fred Frohberg — Das musikalische Porträt (Amiga)
- 2000: CD Zwei gute Freunde. Fred Frohberg — Seine größten Erfolge
- über 75 Singles und EPs

## Фільмографія
- - 1961: Eine Handvoll Noten[de]
  - 1962: Revue um Mitternacht[de]

## Нагороди
У 1961 році він отримав Мистецьку премію НДР, а в 1984 — Національну премію НДР 3 ступеню в класі мистецтва та літератури.